# 竜華操車場
竜華操車場（りゅうげそうしゃじょう）は、かつて大阪府八尾市大字渋川に所在した日本国有鉄道（国鉄）関西本線の操車場である。
本項では後身の竜華信号場、および併設されていた竜華機関区・竜華客貨車区についても記述する。

## 概要
1938年に関西本線の八尾駅 - 久宝寺駅 - 加美駅間に開設された操車場で、1986年（昭和61年）に信号場に格下げされ竜華信号場となり、1997年（平成9年）に廃止された。構内は久宝寺駅の上り本線と下り本線との間に抱き込まれて広がっていた。名称は開業当時の所在地名、中河内郡龍華町にちなむ。
吹田操車場との間は城東貨物線（片町線貨物支線）で、阪和線とは阪和貨物線（関西本線貨物支線）で結ばれ、大阪南部の貨物列車や客車の拠点となっていた。

## 歴史
元々は湊町駅（現在のJR難波駅）構内にあった工場・機関区が手狭になったため、1937年（昭和12年）に20万平方メートルの敷地の買収が始まり、翌年に使用開始となった。工事はその後も継続され、1941年（昭和16年）に1日1,200車の処理能力を有する平面操車場が完成し、その後は1日1,600車まで増強された。

### 年表
- 1938年（昭和13年）10月1日：開業[1]。
- 1939年（昭和14年）10月10日：片町線 貨物支線（城東貨物線）放出駅 - 八尾駅間が開業。
- 1939年（昭和14年）10月：竜華機関区が誕生し、湊町機関区の機能を移転。
- 1941年（昭和16年）11月20日：専用線発着貨物取り扱い開始[1]。
- 1952年（昭和27年）9月1日：関西本線 貨物支線（阪和貨物線）八尾駅 - 杉本町駅間が開業[2]。
- 1984年（昭和59年）2月1日：ヤード経由式輸送廃止に伴い、操車場としての機能を停止。
- 1986年（昭和61年）11月1日：竜華信号場が開設され、竜華操車場が廃止[2][3]。
- 1987年（昭和62年）4月1日：国鉄分割民営化により、JR西日本が継承[1]。
- 1997年（平成9年）7月28日：竜華信号場が廃止[1][2][4]。

### 跡地の再開発
操車場廃止後、1997年（平成9年）に跡地の再開発（大阪竜華都市拠点土地区画整理事業）が開始され、2006年（平成18年）に竣工、あたりは様変わりした。跡地は久宝寺駅の改良、八尾市立病院の移転などが行われ、バスターミナルの整備で八尾市中心部や大阪市平野区東端を経てOsaka Metro谷町線の八尾南駅へ向かう路線バスも発着するようになった。また、再開発に伴い、八尾市の行政上の地名として跡地部分に「龍華町」の名前が使われるようになった。
跡地に建てられた施設（東側から）
- ザ・レスタージュレクレドール大阪（マンション）
- 八尾市立病院
- MEGA CITY TOWERS（マンション）
- JR久宝寺南自転車駐車場
- ゼビオスポーツタウン久宝寺
- ノア・インドアステージ久宝寺
- ノア・フットサルステージ久宝寺
- スポーツクラブ&スパルネサンス
- 竜華水みらいセンター

## 竜華機関区・竜華客貨車区
かつて竜華操車場に隣接して、竜華機関区・竜華客貨車区と呼ばれる車両基地が設置されていた。

### 車体に記される記号
竜華機関区に所属していた車両には、竜華の略号である「竜」が、竜華客貨車区に所属していた車両には、天王寺鉄道管理局の略号である「天」と、竜華の電報略号であった「リウ」から構成された「天リウ」であった。

### 所属車両
竜華機関区
- 6000形蒸気機関車
- 6760形蒸気機関車
- 8620形蒸気機関車
- 9600形蒸気機関車
- B50形蒸気機関車
- C10形蒸気機関車
- C11形蒸気機関車
- C50形蒸気機関車
- C58形蒸気機関車
- D51形蒸気機関車
- DD13形ディーゼル機関車
- DE10形ディーゼル機関車
- ED60形電気機関車
- ED61形電気機関車
- EF15形電気機関車
- EF52形電気機関車
- EF58形電気機関車
- EF60形電気機関車

竜華客貨車区
- 14系客車
- 12系客車
  - 和式客車

- 60系客車
- スハ43系客車

### 歴史
- 1939年（昭和14年）10月1日：竜華機関区が発足。
- 1968年（昭和43年）3月1日：電気機関車修繕設備の完成に伴い、鳳電車区から電気機関車が転属。
- 1972年（昭和47年）5月11日：城東貨物線及び竜華操車場入換無煙化後も予備機及び廃車待ちとして在籍していた蒸気機関車4輌が全て廃車となり完全無煙化完了。
- 1975年（昭和50年）7月31日：竜華客貨車区湊町支区が廃止[5]。
- 1984年（昭和59年）2月1日：亀山客貨車区、和歌山客貨車区を統合し、竜華客貨車区亀山支区および和歌山支区とする[6]。
- 1985年（昭和60年）3月14日：竜華客貨車区和歌山支区が廃止となる[7]。
- 1986年（昭和61年）11月1日：竜華客貨車区百済派出所を百済運転区、竜華機関区を同運転区竜華第一派出所、竜華客貨車区を同運転区竜華第二派出所、竜華客貨車区浪速派出所を同運転区浪速派出所に改称し、竜華客貨車区亀山支区は亀山機関区に統合[8]。後に全て廃止している。

## 隣の停車場
西日本旅客鉄道（JR西日本）
大和路線（関西本線）
八尾駅 - 竜華信号場 - 久宝寺駅
阪和貨物線（関西本線貨物支線）
八尾駅 - 竜華信号場 - （久宝寺駅） - 杉本町駅
城東貨物線（片町線貨物支線）
蛇草信号場 - （久宝寺駅） - 竜華信号場 - 八尾駅
- 廃止当時、現在の正覚寺信号場は未開業。